# Одески академичен драматичен театър
Одеският областен академичен драматичен театър (на украински: Одеський обласний академічний драматичний театр) е рускоезичен драматичен театър в Одеса, Украйна.

## История

### По време на Руската империя
Театърът е построен през 1874 г. със средства на местния търговец А. С. Великанов и е предназначен за представленията на драматичната трупа на известния провинциален актьор и предприемач Николай Милославски.
Първоначално театърът носи името на своя собственик – „Театър Великанов“, но през 1875 г. Великанов продава институцията на Ф. Рафалович, който преименува придобивката си на Руски театър. В първите години от съществуването си Руският театър служи като място за представяне на най-големите театрални събития в града. Преди Украинската война за независимост в театъра са играли множество руски, украински, немски, френски, италиански драматични, оперни и оперетни трупи.
На сцената на Руския театър в Одеса в периода между края на XIX – началото на XX век играят някои от най-известните световни звезди: Сара Бернар, Елеонора Дузе, Беноа Коклен, Мюне-Сюли, Мария Савина, Владимир Давидов, Мария Занковецка, Панас Саксагански и Марко Кропивницки.

### По съветско време
През 1926 г. сградата е регистрирана като държавен Одески руски драматичен театър. През 1927 г. театърът е кръстен на Андрий Иванов, ръководител на Одеския губернски изпълнителен комитет.
По време на румънско-немската окупация на Одеса (1941 – 1944 г.) в сградата работи "Руският театър на Васил Вронски", актьор и съсобственик на театъра през 1914 – 1919 година.
В трупата на театъра в различни години са работили видни актьори: талантите на Михайло Астангов, Дария Зеркалова, Володимир Самойлов за първи път са разкриват на сцената на театъра.

### В независима Украйна
През 2003 г. театърът отваря врати след почти две години реконструкция и основен ремонт. След възстановяването на сградата, театърът започва процес на обновяване на репертоара и подмладяване на трупата. Със заповед на Министерството на културата и туризма на Украйна от 10 декември 2009 г. 1119/0/16-09 Одеският областен руски драматичен театър получава званието „академичен“.
На 2 март 2022 г., във връзка с пълномащабната военна инвазия на Русия, екипът на театъра взима решението за премахне от името на театъра думата „руски“.

## Репертоар
- 2006 г., 10 декември – „Здрачът на боговете“, по пиесата „Изкушения и страсти“ от Родион Феденьов, реж. Йевхен Лавренчук;[1][2][3][4]
- 2008 г., 20 февруари – „Танахшпил“ от Йевхен Лавренчук, по съвременна израелска проза и старозаветни книги; реж. Йевхен Лавренчук;[5][6][7]
- 2015 – „Писмо с очакване“ от Олександр Мардан; реж. Йевхен Лавренчук;[8][9][10][11][12]
- 2018:
  - „Тектоника на чувствата“ по Ерик-Еманюел Шмит; реж. Анатолий Антонюк;
  - 29 септември – „Лек за депресия“ от Олександр Володарски; реж. Олена Пушкина;
- 2019:
  - 29 март - „Укротяване на опърничавата“ от Олег Школник по „Укротяване на опърничавата" от Уилям Шекспир; реж. Елена Пушкина;
  - 19 май – „Женски бис“ от Павло Урсул; реж. Павло Урсул;
  - 18 юни - „Хей ти - честито!“ от Хенадий Мамлин; реж. Дария Кюркчу;
  - 8 октомври – „С@ba.ka“ от Валентина Краснохорова; реж. Михайло Дроботов;
  - 22 ноември - „Простотата е достатъчна за всеки мъдрец“ от Олександр Островски; реж. Йевхен Резниченко.

## Творческа трупа
Някои от най-известените театрални артисти, които са играли в театъра през годините, включват:
- Лия Бухова (1939 – 1941, 1945 – 1981), народна артистка на Украинската ССР (1946 г.)
- Наталия Дубровска (1966 – 2015), заслужила артистка на Украинската ССР (1981 г.)
- Валерий Басел (1972 – 1990), заслужил артист на Украинската ССР (1989 г.)